# Чемпіонат України з регбі 2016
Чемпіонат України 2016 року з регбі-15.

## Кваліфікація
На першому етапі з 16 квітня до 17 липня 13 команд було розділено на 4 групи і в проведених турнірах визначено 6 учасників Суперліги та 6 учасників Вищої ліги.

### Група «Захід»
| М | Команда                     | В | Н | П | Р:О    | Б  | Очки |
| - | --------------------------- | - | - | - | ------ | -- | ---- |
| 1 | «Сокіл» (Львів)             | 3 | 0 | 1 | 119:52 | +4 | 16   |
| 2 | «Поділля» (Хмельницький)    | 2 | 0 | 2 | 92:89  | +3 | 11   |
| 3 | «Роланд» (Івано-Франківськ) | 1 | 0 | 2 | 94:79  | +2 | 6    |
| 4 | «Верес» (Рівне)             | 1 | 0 | 2 | 34:119 | +1 | 3    |

### Група «Центр»
| М | Команда             | В | Н | П | Р:О     | Б  | Очки |
| - | ------------------- | - | - | - | ------- | -- | ---- |
| 1 | «Ребелс» (Київ)     | 3 | 0 | 1 | 124:103 | +4 | 16   |
| 2 | «Політехнік» (Київ) | 2 | 0 | 2 | 67:90   | +1 | 9    |
| 3 | «Антарес» (Київ)    | 1 | 0 | 3 | 109:107 | +4 | 8    |

### Група «Південь»
| М | Команда               | В | Н | П | Р:О   | Б  | Очки |
| - | --------------------- | - | - | - | ----- | -- | ---- |
| 1 | « Кредо-63» (Одеса)   | 2 | 0 | 0 | 92:39 | +2 | 10   |
| 2 | « Політехнік» (Одеса) | 0 | 0 | 2 | 39:92 | -  | 0    |

### Група «Схід»
| М | Команда                | В | Н | П | Р:О     | Б  | Очки |
| - | ---------------------- | - | - | - | ------- | -- | ---- |
| 1 | «Олімп» (Харків)       | 6 | 0 | 0 | 751:3   | +6 | 30   |
| 2 | «ТЕХ-А-С» (Харків)     | 4 | 0 | 2 | 119:173 | +4 | 20   |
| 3 | «Дніпро» (Дніпро)      | 2 | 0 | 4 | 68:416  | +2 | 10   |
| 4 | «Кривбас» (Кривий Ріг) | 0 | 0 | 6 | 44:390  | +2 | 2    |

Рекордні результати у матчах:
16 липня. «Олімп» — «Кривбас» 121:0
17 липня. «Олімп» — «Дніпро» 170:0

## Суперліга
Чемпіонат України 2016 року з регбі-15 серед чоловічих команд Суперліги розіграли 6 команд, які провели турнір у двох групах у два кола від 3 вересня до 16 жовтня. Після цього команди з кожної групи відповідно до зайнятих місць визначили у стикових зустрічах володарів 1—6 місця до 29 жовтня.
Команди: «Олімп» (Харків), «Кредо-1963» (Одеса), «Поділля» (Хмельницький), «Ребелс» (Київ), «Сокіл» (Львів), «Політехнік» (Київ).

### Група А
| М | Команда                  | В | Н | П | Р:О     | Б  | Очки |
| - | ------------------------ | - | - | - | ------- | -- | ---- |
| 1 | «Олімп» (Харків)         | 4 | 0 | 0 | 362:14  | +4 | 20   |
| 2 | «Поділля» (Хмельницький) | 2 | 0 | 2 | 162:134 | +2 | 10   |
| 3 | «Ребелс» (Київ)          | 0 | 0 | 4 | 25:401  | +2 | 2    |

### Група Б
| М | Команда             | В | Н | П | Р:О     | Б  | Очки |
| - | ------------------- | - | - | - | ------- | -- | ---- |
| 1 | «Кредо-63» (Одеса)  | 4 | 0 | 0 | 249:26  | +4 | 20   |
| 2 | «Сокіл» (Львів)     | 2 | 0 | 2 | 102:153 | +2 | 10   |
| 3 | «Політехнік» (Київ) | 0 | 0 | 4 | 46:218  | +2 | 2    |

### Фінали
за 5-е місце: «Політехнік» (Київ) — «Ребелс» (Київ) 16:12
за 3-є місце: «Поділля» (Хмельницький) — «Сокіл» (Львів) 18:22, 34:10
за 1-е місце: «Олімп» (Харків) — «Кредо-63» (Одеса) 42:8, 13:10

## Вища ліга
Чемпіонат України 2016 року з регбі-15 серед чоловічих команд Вищої ліги розіграли 6 команд, які провели турнір у двох групах у два кола від 10 вересня до 23 жовтня. Після цього переможці групи визначили 1—2 місця.
Команди: «Антарес» (Київ), «Дніпро» (Дніпро), «Кривбас» (Кривий Ріг), «ТЕХ-А-С» (Харків), «Верес» (Рівне), «Роланд» (Івано-Франківськ).

### Група А
| М | Команда                | В | Н | П | Р:О    | Б  | Очки |
| - | ---------------------- | - | - | - | ------ | -- | ---- |
| 1 | «Дніпро» (Дніпро)      | 3 | 0 | 1 | 93:67  | +2 | 14   |
| 2 | «ТЕХ-А-С» (Харків)     | 2 | 0 | 2 | 116:64 | +4 | 12   |
| 3 | «Кривбас» (Кривий Ріг) | 1 | 0 | 3 | 52:130 | +1 | 5    |

### Група Б
| М | Команда                     | В | Н | П | Р:О    | Б  | Очки |
| - | --------------------------- | - | - | - | ------ | -- | ---- |
| 1 | «Антарес» (Київ)            | 4 | 0 | 0 | 162:35 | +4 | 20   |
| 2 | «Верес» (Рівне)             | 1 | 0 | 3 | 53:106 | +2 | 6    |
| 3 | «Роланд» (Івано-Франківськ) | 1 | 0 | 3 | 59:133 | +1 | 5    |

### Фінал
30 жовтня, Дніпро
«Дніпро» (Дніпро) — «Антарес» (Київ) 0:78
5 листопада, Київ
«Антарес» (Київ) — «Дніпро» (Дніпро) 74:6